# Vagabon
Laetitia Tamko, plus connue sous son nom de scène Vagabon, est une multi-instrumentiste, auteure-compositrice-interprète et productrice de musique camerouno-américaine, basée à New York, née à Yaoundé le 25 octobre 1992.

## Biographie
Laetitia Tamko naît à Yaoundé, au Cameroun en 1992. À l'âge de 13 ans, sa famille s'installe à New York pour que sa mère puisse faire des études de droit. Laetitia ne parlait pas anglais au début, mais apprend vite, puis étudie avec succès à la Westchester High School. Elle fréquente ensuite le Cit College de New York et obtient un diplôme de la Grove School of Engineering en 2015.
À 17 ans, ses parents  lui achète une guitare acoustique Fender chez Costco. Elle apprend à en jouer en autodidacte . En 2014, elle commence à télécharger sa musique sur Bandcamp sous le pseudonyme de Vagabon. En plus du chant et de la guitare, Tamko joue de la batterie, du clavier et du synthé sur son album Infinite Worlds. La musique de Vagabon s’inspire de littérature et de réflexions nées de ses lectures : le titre Infinite Worlds est issu d'un poème d'un certain Dana Ward : The Crisis of Infinite Worlds. D’autres titres s'appuient sur la lecture de Nayyirah Waheed, une poétesse qui publie ses textes sur Instagram ,.
Elle se produit dans plusieurs festivals, dont, en France, le MIDI Festival en avril 2017. En 2018, elle est invitée à faire la première partie de Courtney Barnett lors de sa tournée d'été en Amérique du Nord,.
Son deuxième album éponyme, sur le label Nonesuch, sorti en 2019, est autoproduit et explore de nouvelles sonorités : il comporte des sons numériques et de synthétiseur, associée à celui d'une guitare acoustique. Ce changement de sonorité correspond  au  « refus d'être cataloguée » dans la seule scène Indie-Rock. La plupart des chansons sont écrites et jouées par l'artiste elle-même. « Nous nous réservons le droit d'être comblées lorsque nous sommes seules », chante-t-elle sur sa chanson Every Woman , sortie en vidéo. Ce titre, chanté sur une guitare doucement grattée, rappelant davantage son premier album, est un manifeste féministe,.
En 2023, sa reprise de "If I Loved You (en)" est présente dans le film My Dear F***ing Prince (Red, White & Royal Blue) réalisé par Matthew López, diffusé sur la plateforme Prime Video. En 2023 sort également son troisième album, Sorry I Haven't Called, inspiré en partie par la mort d'une personne proche en 2021, mais qui n'est pas pour autant introspectif ou triste, mais plein de vie, et incite à danser.

## Discographie

### Albums studio
- Infinite Worlds (Father/Daughter Records, 2017)
- Vagabon (Nonesuch Records, 2019)[15]
- Sorry I Haven’t Called, (Nonesuch Records, 2023)

### EPs
- Persian Garden (Miscrerant, 2014)
- Vagabon on Audiotree Live (Audiotree Music, 2017)